# ZMYND11
ZMYND11‏ (Zinc finger MYND-type containing 11) هوَ بروتين يُشَفر بواسطة جين ZMYND11 في الإنسان.